# La città di Dio (Storia di San Benedetto)
La città di Dio è un romanzo storico di Louis de Wohl, pubblicato dalla BUR nel 2012.
Narra le tormentate vicende di San Benedetto da Norcia - il Padre del monachesimo occidentale - il quale giocò un ruolo determinante nella cristianizzazione e civilizzazione dell'Europa post-romana del VI secolo. De Wohl tesse con accuratezza storica un'intricata vicenda di amore fraterno e di pietà, ma anche di violenza e di intrighi politici, che caratterizzò la vita di San Benedetto e l'epoca tempestosa in cui visse.